# Vertrag von Lagos

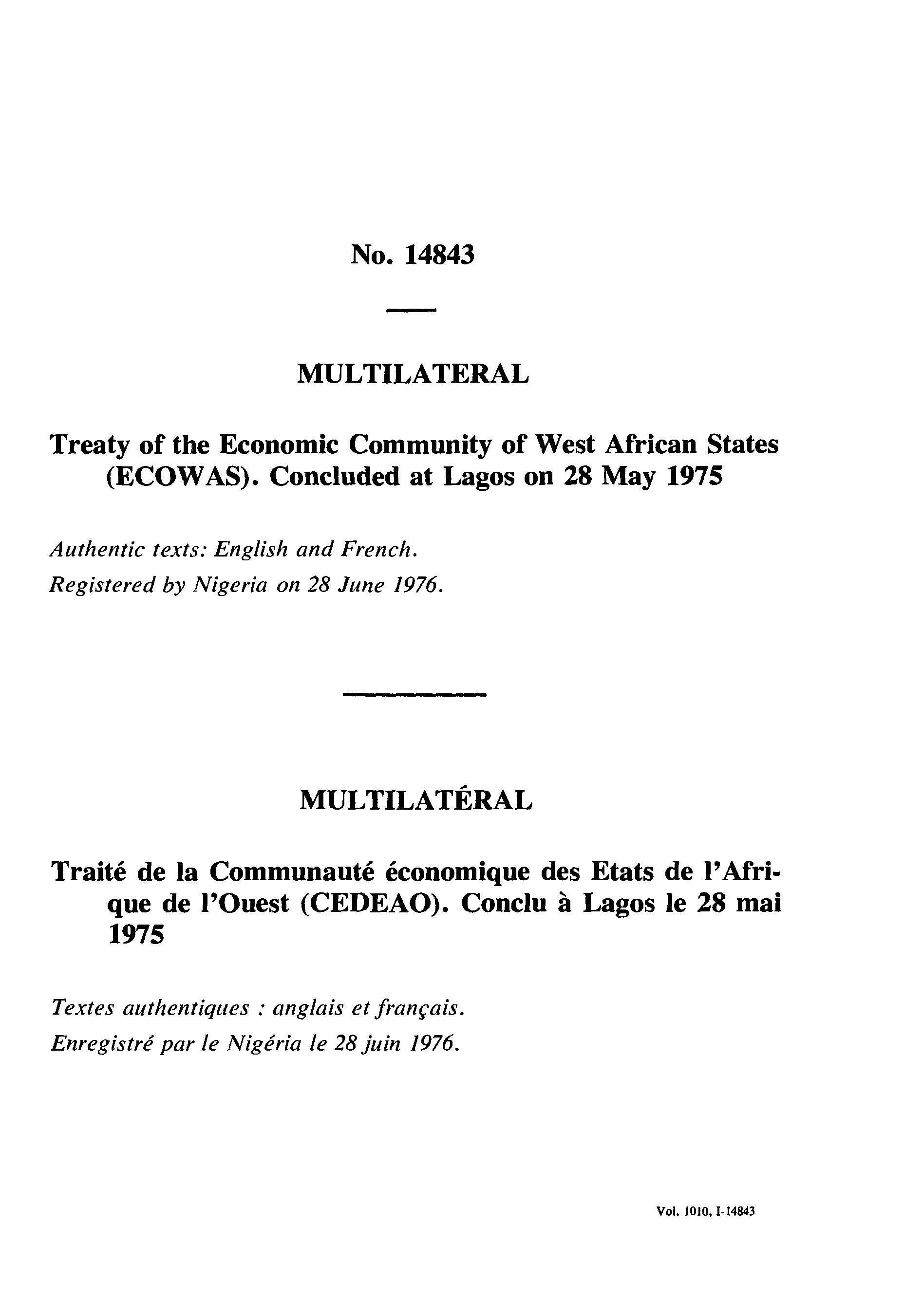
14843 – Treaty of Lagos, 1975, Titelseite

Der Vertrag von Lagos (englisch Treaty of the Economic Community of West African States, ECOWAS; französisch Traité de la Communauté économique des Etats de I’Afrique de l’Ouest, CEDEAO) ist die Vereinbarung, mit der die Westafrikanische Wirtschaftsgemeinschaft am 28. Mai 1975 gegründet wurde. An der maßgeblichen Konferenz in Lagos nahmen Vertreter aller 16 Westafrika zugerechneten Staaten teil. Mit Ausnahme von Mauretanien bestätigten die Parlamente der teilnehmenden Länder anschließend den Vertrag. Der Vertrag gilt als wichtiger Meilenstein im Verständnis der jungen Nationen kurz nach ihrer Entlassung aus der kolonialen Abhängigkeit.
Schon kurz nach der Vertragsunterzeichnung am 28. Mai 1975 wurde er im Juli von sieben Mitgliedern ratifiziert, hatte also juristische Handlungsfähigkeit erlangt. Mauretanien unternahm keine weiteren Bemühungen um seine Mitgliedschaft, Kap Verde trat erst ein Jahr später bei, im gleichen Jahr, in dem das erste Treffen der Staatsoberhäupter und Außenminister stattfand und sie ihre Tätigkeit formal aufnahmen.

## Geschichte
Für die aus dem Kolonialismus entlassenen Staaten war mit ihrer Eigenständigkeit ein neues Zeitalter angebrochen, so der brasilianische Geschichtswissenschaftler Pio Penna Filho:

«A princípio, os novos Estados africanos iniciaram um período de otimismo, buscando aprofundar laços preexistentes e iniciando o processo de integração regional. Além disso, houve euforia com as possibilidades de desenvolvimento econômico, modernização, liberdade política e exacerbou-se o sentimento nacionalista no mosaico étnico africano.»

„Für die neuen afrikanischen Staaten begann zunächst eine Zeit des Optimismus, indem sie versuchten, [untereinander] die bereits bestehenden Beziehungen zu vertiefen und den Prozess der regionalen Integration einzuleiten. Es herrschte auch Euphorie über die Möglichkeiten der wirtschaftlichen Entwicklung, der Modernisierung und der politischen Freiheit und die nationalistischen Gefühle wurden in dem afrikanischen, ethnischen Mosaik verstärkt.“

Die Ziehung der Staatsgrenzen durch die ehemaligen Kolonialherren geschah vielfach willkürlich, bei der Ethnien geteilt und kleinräumige Wirtschaftsbeziehungen zerstört wurden. Das Schicksal der Unterdrückung und das erduldete Leid waren eine integrative Kraft, die die regionale Integration und den Wunsch eines formalen Zusammenschlusses der Länder kennzeichnete. Schon vor dem Vertrag von Lagos gab es einzelne Zusammenschlüsse, die wirtschaftliche Beziehungen zwischen Ländern herstellten, die von den gleichen europäischen Mächten fremdbestimmt worden waren und die auch dadurch ihr Bemühen um vollständige Unabhängigkeit schneller erreichen konnten.
Im Vergleich zum südlichen Afrika, bei dem ebenfalls 16 Länder der Entwicklungsgemeinschaft des südlichen Afrika (SADC) angehören, hat ein anderer Prozess stattgefunden. Hier gab es keine durch die Kolonialmächte erzeugte Klammer, die ein Zusammenwachsen durch kulturelle Gemeinsamkeiten gefördert hätte. Impetus war dort, der wirtschaftlichen Vormachtstellung Südafrikas Einhalt zu gebieten und eine Unterstützung der bis in die 1990er Jahre vorherrschenden Apartheid zu vermeiden. Beide genannten Regionen haben mit politischer Instabilität, fehlender Aussicht auf wirtschaftliche Entwicklung, Korruption und massiven Schwierigkeiten internationaler Integration zu kämpfen, doch funktionieren die regionalen Wirtschaftsblöcke hinreichend.
Weitere Zusammenschlüsse in Afrika sind die Union des Arabischen Maghreb (UAM, 1989), Intergovernmental Authority on Development (IGAD, 1986) im Nordosten Afrikas und die Zentralafrikanische Wirtschaftsgemeinschaft (ECCAS, 1983).

### Der Weg zur Gemeinschaft

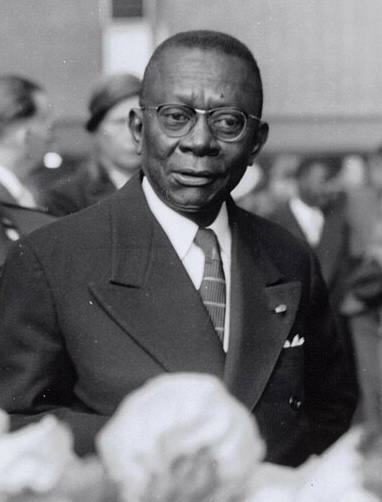
Tubman auf Staatsbesuch in den Niederlanden, 1956

Schon in den frühen 1960er Jahren ist ein Bemühen um Integration zwischen den Staaten zu erkennen. Eine erste Kooperation ist die 1959 gegründete Westafrikanische Zollunion (Union Douanière de l’Afrique de l’Ouest; UDAO), die 1966 erweitert und umgeformt wurde. Sie hieß fortan Zollunion westafrikanischer Staaten (Union Douanière des États de l’Afrique de l’Ouest; UDEAO) und war, wie der Name vermuten lässt, auf vereinfachten wirtschaftlichen Austausch ausgerichtet. Motor hin zu dem Vertrag waren vier verschiedene Initiativen:
- das liberianische Modell: Nach dem Zweiten Weltkrieg war die Politik Liberias vor allem durch Präsident William Tubman geprägt, der in den 1950er Jahren ausländische Investitionen fördert, was zur zweithöchsten Wirtschaftswachstumsrate der Welt führte.[2] International gehörte das Land zu den Gründungsmitgliedern der Vereinten Nationen und war ein deutlicherer Kritiker der Apartheidspolitik. Tubman setzte sich für die Unabhängigkeit Afrikas von den europäischen Kolonialmächten ein und wirkte als Unterstützer des Panafrikanismus. Liberia half auch bei der Finanzierung der Organisation für Afrikanische Einheit.[3]
- die Konferenz zur Koordinierung der Industrie, die in Malis Hauptstadt Bamako stattfand und die sowohl von der Wirtschaftskommission für Afrika als auch seitens der Ernährungs- und Landwirtschaftsorganisation der Vereinten Nationen (ECA/FAO-UN) gesponsert wurde. Sie zielte vor allem darauf ab, die Stahlindustrie in der Region aufzubauen.
- die Konferenz in Niamey in Niger, die ebenfalls von der Wirtschaftskommission für Afrika (ECA/UN) unterstützt wurde und das Ziel verfolgte, die regionale wirtschaftliche Integration zu fördern. Die englischsprachige, 1951 gegründete Westafrikanische Wirtschaftsgemeinschaft (WAEC) bemühte sich damit, ihre Arbeit der Normenkontrolle auf ehemalig-französischen Gebiete auszuweiten.

- Nigeria und Togo lancierten ein gemeinsames Projekt, das schließlich zur Gründung der ECOWAS führte. 1972 schlugen General Yakubu Gowon aus Nigeria und General Gnassingbé Eyadéma aus Togo die Schaffung einer regionalen Wirtschaftsintegrationszone vor und zogen damit die Aufmerksamkeit der führenden Politiker der Region auf sich. Zwischen Juli und August 1973 bezeugten zwölf Staaten der Region ihr ernsthaftes Interesse.[4]

Seit 1964 hat Liberia auf einen wirtschaftlichen Zusammenschluss der Länder Westafrikas hingewirkt. Dieser Initiative folgend trafen sich 1968 in Monrovia die Staats- und Regierungschefs von neun Staaten, die die Notwendigkeit einer engeren Zusammenarbeit erkannt hatten. Mit dieser Bereitschaft zur Förderung der wirtschaftlichen Integration war der Grundstein zur Schaffung einer Wirtschaftsgemeinschaft gelegt. Doch noch gefährdete das fehlende Interesse von vier Ländern die bisherigen Bemühungen. Neben dem ursprünglichen Mitinitiator Togo waren dies das Königreich Dahomey, das später in die Republik Benin überging, Niger und vor allem die Elfenbeinküste, die als das zweitwohlhabendste Land galt. Ihre Wirtschaftskraft wurde als maßgeblich für die künftige Gemeinschaft angesehen. In Monrovia waren die Vorbehalte zwischen den englisch- und französischsprachigen Ländern noch deutlich geworden und gerade die Elfenbeinküste gehörte zu den größten Widerständlern. Der Biafra-Krieg in Nigeria und weitere Militärputsche wie in Ghana und Togo sowie weitere regionale, politische Krisen erschütterten die Region. So wurden innenpolitische Fragen als viel wichtiger wahrgenommen als internationale Kooperationen, insbesondere zu Zeiten von Militärregierungen.
1973, fünf Jahre nach der Konferenz von Monrovia, fand in der Hauptstadt Togos, Lomé, unter intensiver Mitwirkung der Regierungen Nigerias und Togos eine neue Konferenz der Außenminister der in Frage kommenden Länder statt. Vertreten waren 13 Staaten – ohne Gambia und Guinea, jedoch mit Guinea-Bissau, das sich noch nicht ganz von seiner Kolonialmacht getrennt hatte –, die schon einen konkreten Vertragsentwurf zur Gründung der ECOWAS vorliegen hatten. Weitere Diskussionsrunden in Accra und Niamey folgten 1974.

## Vertragstext

### Inhalt
Der Vertrag umfasst 25 Schreibmaschinenseiten. Auf den letzten beiden Seiten sind die Unterschriften der 15 Staatsmänner verzeichnet.
- Präambel
- Kapitel 1: Grundsätze, Artikel 1–3
- Kapitel 2: Anweisungen, Artikel 4–11
- Kapitel 3: Zoll- und Handelsangelegenheiten, Artikel 12–26
- Kapitel 4: Bewegungs- und Niederlassungsfreiheit, Artikel 27
- Kapitel 5: Industrielle Entwicklung und Harmonisierung, Artikel 28–32
- Kapitel 6: Zusammenarbeit in der Landwirtschaft und den Bodenschätzen, Artikel 33–35
- Kapitel 7: Zusammenarbeit in Währungs- und Finanzfragen, Artikel 36–39
- Kapitel 8: Infrastrukturelle Verbindungen in den Bereichen Verkehr und Kommunikation, Artikel 40–47
- Kapitel 9: Energie und Bodenschätze, Artikel 48
- Kapitel 10: Soziale und kulturelle Angelegenheiten, Artikel 49
- Kapital 11: Fonds für Zusammenarbeit, Ausgleich und Entwicklung, Artikel 50–52
- Kapitel 12: Finanzielle Bestimmungen, Artikel 53–55
- Kapitel 13: Beilegung von Streitigkeiten, Artikel 56
- Kapitel 14: Schlussbestimmungen, Artikel 57–65

### Unterzeichner
- Lt.-Col. Mathieu Kérékou, President of the Republic of Dahomey
- Sir Dawda Jawara, President of the Republic of Gambia
- Lt.-Col. R. J. A. Felli, Commissioner for Economic Planning for and on behalf of the Head of State and Chairman of the National Redemption Council of the Republic of Ghana
- Dr. Lansana Beavogui, Prime Minister for and on behalf of the Head of State and Commander-in-Chief of the People's Revolutionary Armed Forces, President of the Republic of Guinea
- Mr. Luís Cabral, President of the Republic of Guinea-Bissau
- Mr. Félix Houphouët-Boigny, President of the Republic of lvory Coast
- Dr. William R. Tolbert, Jr., President of the Republic of Liberia
- Major Baba Diarra, Vice-Chairman for and on behalf of the Chairman of the Military Committee of National Liberation, President of the Republic of Mali
- Moktar Ould Daddah, President of the Islamic Republic of Mauritania
- Lt.-Col. Seyni Kountché, Head of State and President of the Supreme Military Council of the Republic of Niger
- General Yakubu Gowon, Head of the Federal Military Govemment, Commander-in-Chief of the Armed Forces of the Federal Republic of Nigeria
- Mr. Abdou Diouf, Prime Minister for and on behalf of the President of the Republic of Senegal
- Dr. Siaka Stevens, President of the Republic of Sierra Leone
- General Gnassingbé Eyadéma, President of the Togolese Republic
- General A. Sangoule Lamizana, President of the Republic of Upper Volta